# Ibana gan
Ibana gan — вид павуків родини павуків-крабів (Thomisidae). Описаний у 2022 році. Ендемік провінції Цзянсі в Китаї.

## Назва
Видова назва gan є китайською аббревіатурою провінції Цзянсі.

## Опис
Цей вид можна відрізнити від близького виду Ibana senagang (Benjamin, 2014) жовтувато-коричневою поздовжньою смугою на черевці та круглими зближеними сперматозоїдами.